# 船頭町 (津山市)
船頭町（せんどうまち）は岡山県津山市にある地名。郵便番号は708-0034。

## 地理
鶴山通り（岡山県道394号大篠津山停車場線上）の南端（今津屋端北端）に東西にまたがるように位置する。北は小性町、河原町、堺町、南は吉井川を挟んで、南町一丁目、横山、東は河原町、伏見町、西は吹屋町に接する。

### 河川
- 吉井川

## 歴史

### 沿革
- 1889年6月1日 - 町村制施行により、津山城下町の船頭町他、宮川以西の町が合併して西北条郡津山町となる。
- 1900年4月1日 - 津山町が東南条郡津山東町を編入するとともに、西北条郡が西西条郡、東南条郡、東北条郡と合併し、苫田郡津山町となる。
- 1923年4月1日 - 苫田郡林田村が町制・改称、津山東町となる。
- 1929年2月11日 - 津山町が周辺の町村と合併し、市制施行し、津山市となる。

## 世帯数と人口
2021年（令和3年）1月1日現在の世帯数と人口は以下の通りである。
| 町丁   | 世帯数 | 人口 |
| ------ | ------ | ---- |
| 船頭町 | 36世帯 | 54人 |

## 小・中学校の学区
市立小・中学校に通う場合、学区は以下の通りとなる。
| 番地 | 小学校           | 中学校             |
| ---- | ---------------- | ------------------ |
| 全域 | 津山市立東小学校 | 津山市立北陵中学校 |

## 交通

### 道路
- 国道53号（および国道179号、国道429号の3つ、さらに一部（今津屋橋区間）は県道394号も含めた4つの重複区間）
- 岡山県道394号大篠津山停車場線（一部（鶴山通り区間）は岡山県道452号小原船頭線との重複区間、残り（今津屋橋区間）は国道53号、179号、429号との重複区間）

## 施設
- 代ゼミサテライン予備校 フレックス津山